# Altavilla Vicentina
Altavilla Vicentina es un municipio italiano de 12.849 habitantes de la provincia de Vicenza (región de Véneto). 

## Demografía
| Gráfica de evolución demográfica de Altavilla Vicentina entre 1861 y 2001 |
|                                                                           |
| fuente ISTAT - elaboración gráfica a cargo de Wikipedia                   |